# Filippo Fiorelli
Filippo Fiorelli (Palermo, 19 de noviembre de 1994) es un ciclista italiano que compite con el equipo VF Group Bardiani-CSF Faizanè.

## Biografía
Filippo Fiorelli participó en sus primeras carreras ciclistas a finales de 2013, alrededor de los veinte años.
Mientras era aficionado ganó una etapa del Tour de Bulgaria en 2016. En los años siguientes, se destacó entre los aficionados italianos al obtener varias victorias.
En 2019 se distinguió al ganar el Tour de Albania, por delante de tres profesionales del Neri Sottoli-Selle Italia-KTM. Luego se confirmó en un nivel superior al terminar decimosexto en la Adriática Iónica con la selección italiana y luego vigésimo primero en el Tour de Utah, como aprendiz para el equipo Nippo-Vini Fantini-Faizanè.
Se convirtió en profesional en 2020, a los 26 años, dentro del equipo Bardiani-CSF-Faizanè.

## Palmarés
2019
- Tour de Albania, más 1 etapa

2021
- Porec Trophy

2022
- 1 etapa del Tour de Sibiu

## Resultados en Grandes Vueltas
| Carrera | Carrera         | 2020  | 2021  | 2022 | 2023  | 2024 | 2025 |
| ------- | --------------- | ----- | ----- | ---- | ----- | ---- | ---- |
|         | Giro de Italia  | 109.º | 108.º | Ab.  | 114.º | 77.º | 89.º |
|         | Tour de Francia | —     | —     | —    | —     | —    | —    |
|         | Vuelta a España | —     | —     | —    | —     | —    | —    |

—: No participa

Ab.: Abandona

## Equipos
- Nippo-Vini Fantini-Faizanè (stagiaire) (08.2019-12.2019)
- Bardiani-CSF-Faizanè (2020-)
  - Bardiani-CSF-Faizanè (2020-2022)
  - Green Project-Bardiani CSF-Faizanè (2023)
  - VF Group Bardiani-CSF Faizanè (2024-)